# نوراگه

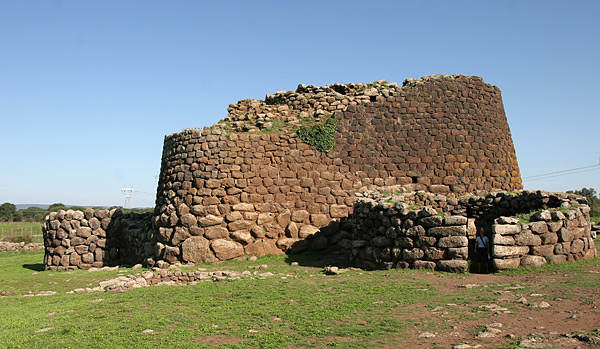
نوراگه لوسا.

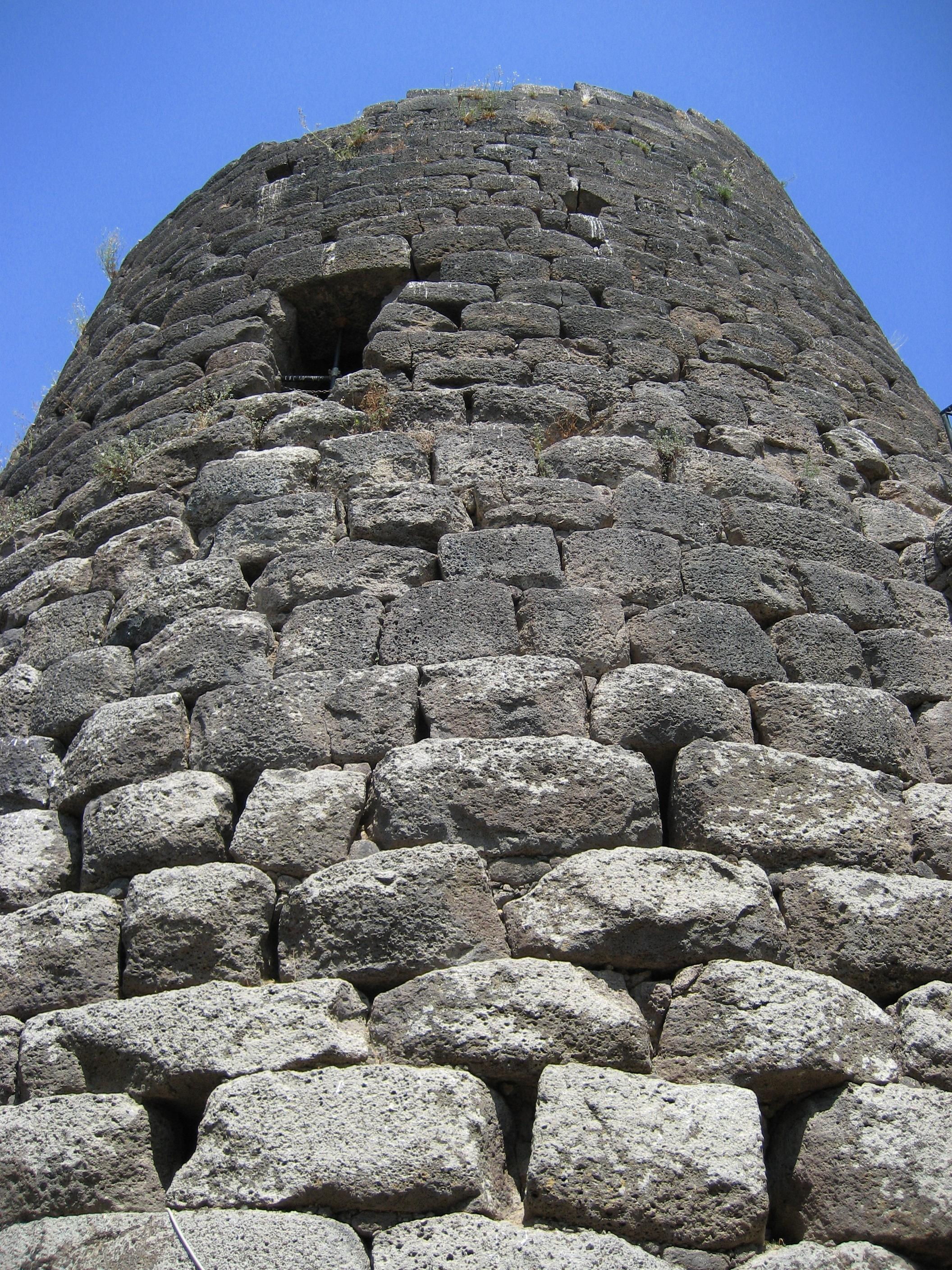
برج مرکزی نوراگه در سانت آنتین تورالبا.

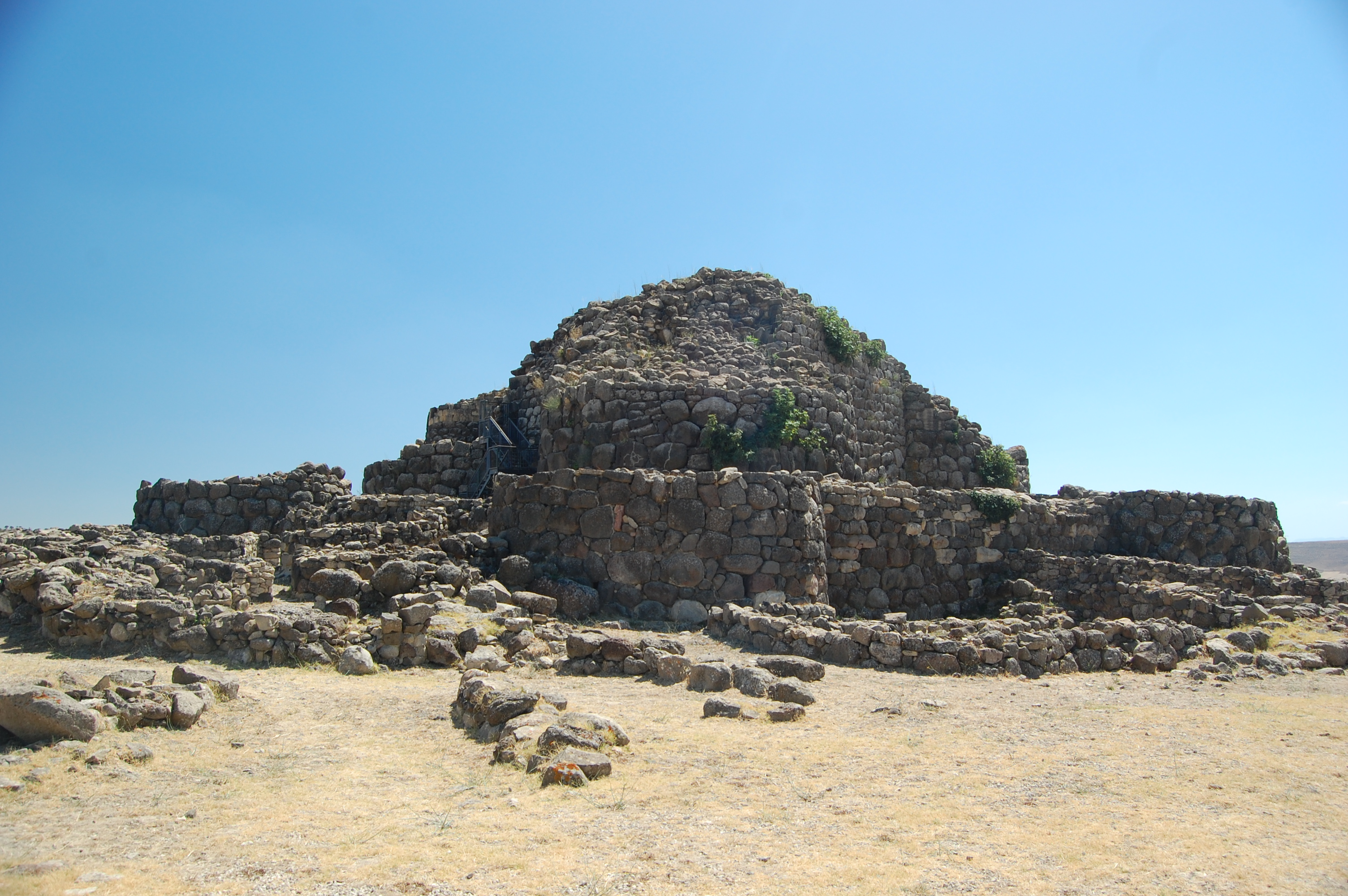
سو نوراگی دی بارومینی.

نوراگه (nuraghe) نوع اصلی از بناهای خرسنگی باستانی در جزیره ساردنی ایتالیا است، که به احتمال زیاد در عصر نوراگی بین سال‌های ۱۹۰۰–۷۳۰ پیش از میلاد ساخته شده‌اند. این سازه‌ها امروز به نماد ساردینی و فرهنگ متمایز آن تبدیل شده‌اند.
این بناها از بلوک‌های سنگی که بدون ملات بر روی هم چیده شده‌اند تشکیل شده و برج‌هایی تا ارتفاع ۱۹ متر هم با آن‌ها ساخته شده‌است.
این سازه‌ها شاید پناهگاه ساردنی‌های باستان در مواقع اضطراری بوده باشد. گاه در اطراف نوراگه‌ها روستایی نیز وجود داشته‌است.
نوراگه‌ها بیشتر به شکل برج هستند و در عصر برنز در ساردنی ساخته شده‌اند و تاکنون مهم‌ترین میراث باستان‌شناسی این جزیره به‌شمار می‌آیند. برآورد می‌شود که بیش از ۶۵۰۰ نوراگه در این جزیره ساخته شده‌است.
نوراگه‌ها در اندازه‌ها و انواع گوناگون وجود دارند. برج‌های تکی نوراگه در پایین پهن‌تر هستند و در بالا باریک‌تر می‌شوند و گاه سکویی نیز در کنار آن‌ها وجود دارد.
در برخی مکان‌ها چندین برج نوراگه در کنار هم ساخته شده یا مجتمع‌هایی از نوراگه‌ها بنیاد شده‌است به‌ویژه در مرکز ساردنی هنوز نوراگه‌های زیادی یافت می‌شود برای مثال در غارهای بزرگ کوهستان تیسکالی.
به ساکنان ساردنی در زمان نوراگه‌ها، نوراگیان گفته می‌شود و نوراگیان خود از اقوام مختلفی تشکیل می‌شدند که هر یک رهبر خود را داشت و اغلب در میان این اقوام جنگ و جدال برقرار بود.
بهترین نوراگه شناخته شده که هنوز هم دیده می‌شود نوراگه سو نوراگی دی بارومینی است که در فهرست میراث جهانی یونسکو نیز ثبت شده‌است. لوسا در آباسانتا، سا کورونا آرابیو، سانتو آنتینه ته‌تورالبا و پالماورا در آلگرو از دیگر نوراگه‌های معروف هستند.